# Bolotoperla
Bolotoperla is een geslacht van steenvliegen uit de familie vroege steenvliegen (Taeniopterygidae). De wetenschappelijke naam van het geslacht is voor het eerst geldig gepubliceerd in 1975 door Ricker & Ross.

## Soorten
Bolotoperla omvat de volgende soorten:
- Bolotoperla rossi (Frison, 1942)